# Gebäude Schloßstraße 9/11
Das Gebäude Schloßstraße 9/11 in Schwerin, Stadtteil Altstadt, Schloßstraße, ist ein Baudenkmal in Schwerin. Seit 1990 ist hier der Sitz des Finanzministeriums des Landes Mecklenburg-Vorpommern.

## Geschichte
Im 19. Jahrhundert stand ab etwa 1850 hier der dreigeschossige einfache Fachwerkbau des Hotels Stadt Hamburg, das 1952/53 den Namen Hotel du Nord erhielt. 1909 wurde dieses Bauwerk für einen Neubau abgerissen.
Das viergeschossige 15-achsige verputzte neoklassizistische Haus mit drei Giebelrisaliten und dem Portikus mit Rundbögen wurde bis 1911 als Hotel Nordischer Hof für den Bankier Hugo Berger gebaut. Der Entwurf stammt von dem Berliner Architekten Georg Roensch. 1912 übernahm eine Schweriner Hotelgesellschaft den Betrieb, erweiterte das Hotel um die Häuser Ritterstraße 5 und 7 und ergänzte das Ensemble um einen Ballsaal.
1920 kaufte die Landesregierung die Gebäude. 1925 wurden im Keller vier Trainingsplätze für zwei Rudervereine eingerichtet.
Im Juli 1945 übernahm die sowjetische Militäradministration Mecklenburg (SMAD) den Komplex. Generaloberst Iwan I. Fedjuninski führte die Administration. Die Stadtkommandantur befand sich im nahen Gebäude des Landeshauptarchivs und die Stadthallen am Marienplatz wurden zum Haus der sowjetischen Besatzungsmacht.
1951 erhielt der Rittersaal ein Bühnenhaus und den separaten Zugang nach Plänen von Paul Nehls. Bis 1990 waren hier auch Verwaltungsräume des Rates des Bezirks Schwerin.
Seit Oktober 1990 wird es vom Finanzministerium Mecklenburg-Vorpommern genutzt, das sich auch im benachbarten neoklassizistischen Gebäude Schloßstraße 5 befindet. Auch die Staatliche Bau- und Liegenschaftsverwaltung des Landes (BBL M-V) und die Dienststelle Staatliche Schlösser und Gärten M-V befinden sich hier.
Vom Architekten Roensch (1861–1923) stammen u. a. noch das Weinhaus Uhle in Schwerin, das Rathaus Johannisthal in Berlin-Treptow-Köpenick, das Juwel-Palais in Berlin-Mitte und das Bootshaus des BRC in Berlin-Wannsee sowie zusammen mit  Max Jacob der Jagdsitz Hubertushöhe bei Storkow (Mark).